# Jean-Henri Begrand
Jean-Henri Begrand, né à Halanzy, dans la Région wallonne du Royaume de Belgique, le 21 août 1895 et mort le 8 mars 1959 à Wakaw dans la province de la Saskatchewan au Canada, est une personnalité politique fransaskoise, élu député de Kinistino à l'Assemblée législative de la Saskatchewan de 1952 à 1959. Il fut le premier député francophone de cette province à s'exprimer en français au parlement de Regina en 1952.

## Biographie
Jean-Henri Begrand arrive de Belgique avec ses parents au Canada au début de l'année 1896. La famille s'établit dans la ville de Saint-Louis située dans la province de Saskatchewan. Ses parents obtiennent la nationalité canadienne en 1900. Après l'école, il arrête les études et aida son père aux travaux de la ferme. Lors de la Première Guerre mondiale, il s'enrôle dans l'armée canadienne, et est affecté au corps des ingénieurs. En 1919, de retour chez lui, il travaille comme mécanicien dans un garage. Par la suite, il ouvre son propre garage dans le village francophone de Hoey. En 1928, il devient agent pour la compagnie de machines agricoles, International Harvester.
En 1937, Jean-Henri Begrand devient président du conseil municipal de la municipalité rurale de Saint-Louis No 431, majoritairement francophone.  Il se présente en 1952 comme candidat aux élections législatives dans le comté de Kinistino où il remporte une éclatante victoire, ainsi que son parti, le Parti social démocratique du Canada.
Dès son entrée au parlement provincial de Regina, le premier ministre de la Saskatchewan, Tommy Douglas, le choisit comme orateur pour prononcer le discours inaugural de la nouvelle session parlementaire. Jean-Henri Begrand prend la parole en français, devenant ainsi le premier député francophone à s'adresser à la Chambre des députés de la province de la Saskatchewan en français. Voici le texte prononcé devant l'ensemble des parlementaires:
«Monsieur le président, honorables membres de la Législature. Je suis à la fois très honoré et touché de l'honneur qui m'est accordée de prendre la parole au sein d'une assemblée législative composée d'aussi distingués orateurs. Mon émotion cependant atteint son comble, lorsque je réalise que je suis le premier membre de la législature à prendre la parole en français. Il serait injuste de ma part d'abuser d'un tel honneur. Il me fait plaisir de saluer tous mes concitoyens de la province et de remercier mes concitoyens du comté de Kinistino. Je ferai tout mon possible comme votre représentant à la législature, pour continuer à mériter et justifier votre confiance à l'avenir. Le peuple de la Saskatchewan, qu'il soit de langue anglaise ou française réalise pleinement les progrès gigantesques accomplis par le gouvernement C. C. F. depuis 1944. Les faits parlent par eux-mêmes et le gouvernement a le droit d'être fier des progrès accomplis en coopération avec la population de la Saskatchewan. C'est pourquoi en terminant, je me permets de souhaiter longue vie au mouvement C. C. F. pour le plus grand bien de tous les citoyens de la Saskatchewan. Je sais aussi que toutes les dames de la province de la Saskatchewan se joignent à moi pour féliciter Madame Cooper, nouvellement élue députée pour une des circonscriptions de Regina. Elle est la seule femme qui siège actuellement à la législature, et je souhaite qu'à la prochaine élection, vous en enverrez une demi-douzaine du côté du gouvernement.».
Jean-Henri Begrand soutient que l'agriculture et le développement rural sont prioritaires. Il affirme qu'une économie saine en Saskatchewan, passe par une économie agricole forte, ainsi que par la diversification économique. Il croit également que les régions rurales doivent avoir accès aux mêmes services de santé, d'éducation et du bien-être social que les centres urbains.
Jean-Henri Begrand est décédé le 8 mars 1959, à l'hôpital de Wakaw, d'une crise cardiaque et inhumé au cimetière paroissial de Hoey. Son mandat de député n'étant pas terminé, une nouvelle élection législative partielle permet d'élire son successeur et compagnon politique Arthur Joseph Thibault.